# Companhia de Telecomunicações de Macau
A Companhia de Telecomunicações de Macau, SARL (CTM) é  uma empresa de telecomunicações sediada na Região Administrativa Especial de Macau da República Popular da China.
Disponibiliza em exclusivo, serviços fixos de telecomunicações. Em regime de concorrência, oferece serviços de Internet e de Telefonia Móvel.